# 魔塔大陸3 終結世界的少女詩歌
《魔塔大陸3 終結世界的少女詩歌》是由日本Gust及万普（现万代南梦宫娱乐）所共同開發的電子角色扮演遊戲，为魔塔大陸系列的第三作，也是设定上魔塔大陸三部曲的終章，最初于2010年在日本发行。本作人物設計由凪良擔當，舞台則是推到了前作《魔塔大陸2 少女們於世界中迴響的創造詩》之後的數年，位於同一星球上的不同地域「索·庫拉斯達」。
相較於前兩作都是於PlayStation 2平台上的作品，本作則是移植到了PlayStation 3上去進行。角色圖像也從2D提升到了3D的層次，另外，本作中還開發了獨有的新技術「R.A.H.（詩調合）系統」，能夠讓玩家透過自己選擇音樂素材，對配樂進行及時混音，讓遊戲的戰鬥更加符合了「隨著戰況改變所詠唱的詩歌」的設定宗旨。